# Sporting Clube Olhanense 1912
O Sporting Clube Olhanense 1912, mais conhecido simplesmente como Olhanense 1912 ou Olhanense, foi um clube de futebol português sediado em Olhão, distrito de Faro. Foi fundado em 2017, perante as graves dificuldades financeiras e de gestão da SAD do Sporting Clube Olhanense. Os seus jogos eram no Estádio José Arcanjo, com capacidade para 5 661 pessoas.

## História
As dificuldades do S.C. Olhanense começaram a ser visíveis depois da mais recente passagem pela Primeira Liga, e chegaram a um ponto de rutura entre a SAD e o clube. O risco de extinção era real, uma vez que o protocolo com a SAD estipulava que o clube não praticasse futebol sénior sem ser sob a alçada da SAD.
No entanto, só na temporada de 2023–24 é que o Olhanense 1912 realizou a sua primeira temporada no futebol sénior – depois de a SAD do S.C. Olhanense ter abdicado de participar na 1ª Divisão da A.F. Algarve nessa temporada. O Olhanense continuará sem futebol sénior até ao desmantelamento da SAD.
No entanto, graças à assinatura de um contrato, o Olhanense 1912 pôde inscrever uma equipa sénior e partilhar as instalações com o clube S.C. Olhanense. A estreia foi na 2ª Divisão da A.F.A., e o Olhanense 1912 conseguiu a promoção à 1ª Divisão distrital logo na primeira época, como campeão.
Na direção do Olhanense 1912 esteve Manuel Cajuda, conceituado ex-jogador e treinador de futebol natural de Olhão. Em maio de 2025, o Olhanense pôde recuperar o seu nome original, o que significou o fim do Olhanense 1912.

## Épocas
| Época   | Nível | Divisão                 | Série                 | Posição | Movimentos |
| ------- | ----- | ----------------------- | --------------------- | ------- | ---------- |
| 2023–24 | 6     | A.F. Algarve 2ª Divisão | Série Sotavento       | 1º      |            |
| 2023–24 | 6     | A.F. Algarve 2ª Divisão | Apuramento de campeão | 1º      | Promovido  |
| 2024–25 | 5     | A.F. Algarve 1ª Divisão | 1ª fase               | 8º      |            |
| 2024–25 | 5     | A.F. Algarve 1ª Divisão | Fase de manutenção    | 4º      |            |